# Quận Grand, Utah
Quận Grand là một quận thuộc tiểu bang Utah, Hoa Kỳ. Quận lỵ đóng ở Moab6. Quận được đặt tên theo sông Grand. Dân số theo điều tra năm 2010 của Cục điều tra dân số Hoa Kỳ là 9225 người.

## Địa lý
Theo Cục điều tra dân số Hoa Kỳ, quận này có diện tích 9540 km2, trong đó có 31 km2 là diện tích mặt nước.